# Женская сборная Туниса по волейболу
Женская национальная сборная Туниса по волейболу (араб. منتخب تونس لكرة الطائرة للسيدات‎) — представляет Тунис на международных волейбольных соревнованиях. Управляющей организацией выступает Тунисская федерация волейбола (FTVB).

## История
Волейбол в Тунисе появился в 1938 году, но вначале лишь как элемент пляжной подготовки футболистов и баскетболистов. Учитывая быстрый рост популярности новой игры в стране, в 1940 году Французской федерацией волейбола (в то время Тунис был протекторатом Франции) был создан Комитет волейбола Туниса. В 1955 Комитет обрёл независимость и преобразован в Федерацию, которая в 1957 году вступила в Международную федерацию волейбола. С 1956 проводятся чемпионаты Туниса среди мужчин, а с 1959 — и среди женщин.
Дебют женской национальной сборной Туниса в официальных международных соревнованиях состоялся в августе 1976 на прошедшем в Египте первом чемпионате Африки среди женщин. На нём тунисские волейболистки одержали 4 победы, но поражение в заключительных день соревнований от сборной хозяев со счётом 1:3 оставило команду Туниса на втором месте.
Серебро континентального первенства позволило сборной Туниса квалифицироваться на чемпионат мира, проходивший в августе—сентябре 1978 года в СССР. Всего на турнире тунисские волейболистки провели 8 матчей, но ни в одном из них не сумели навязать своим соперникам борьбу, заняв тем самым последнее (23-е место). С тем же «успехом» национальная команда Туниса выступила на мировом первенстве 1986 года, замкнув турнирную таблицу и вновь не сумев выиграть ни одной партии. После этого пройти отборочный турнир последующих чемпионатов мира сборной Туниса не удавалось долгих 28 лет.
В середине 1980-х волейболистки Туниса занимали лидирующее положение в женском волейболе Африки. В 1985 они были хозяйками 2-го женского континентального первенства и уверенно выиграли его. Повторить свой успех сборная Туниса смогла и через два года на очередном чемпионате Африки, проходившем в Марокко, одолев в финале марокканок со счётом 3:2. В последующие годы команда Туниса несколько сдала свои позиции в континентальном волейболе, на первые роли в котором выдвинулись команды Кении и Египта. Выиграть «золото» чемпионата Африки с тех пор тунисским волейболисткам удалось лишь раз — в 1999 году, но этот успех был нивелирован отказом от участия ряда сильнейших команд «чёрного континента», в том числе сборных Египта и Кении.
В феврале 2014 года в Кении прошёл один из групповых турниров финального раунда африканской квалификации чемпионата мира 2014. Безусловным фаворитом в нём считалась команда-хозяйка соревнований — многолетний лидер африканского женского волейбола. И тем неожиданее оказался исход турнира, когда в последний день сборная Туниса в упорнейшей борьбе сломила сопротивление кениек и после долгого перерыва получила путёвку на мировое первенство.
На самом же чемпионате мира 2014 сборная Туниса предсказуемо выбыла из дальнейшей борьбы уже после первого группового этапа, уступив с одинаковым счётом 0:3 командам Италии, Доминиканской Республики, Германии и Аргентины и лишь в матче с Хорватией выиграли единственный сет на турнире.

## Результаты выступлений и составы

### Олимпийские игры
| - 1964 — не участвовала - 1968 — не участвовала - 1972 — не участвовала - 1976 — не участвовала - 1980 — не участвовала - 1984 — не участвовала - 1988 — не участвовала - 1992 — не участвовала - 1996 — не участвовала | - 2000 — не квалифицировалась - 2004 — не участвовала - 2008 — не участвовала - 2012 — не участвовала - 2016 — не квалифицировалась - 2020 — не участвовала - 2020 — не участвовала - 2024 — не участвовала |

### Чемпионаты мира
| - 1952 — не участвовала - 1956 — не участвовала - 1960 — не участвовала - 1962 — не участвовала - 1967 — не участвовала - 1970 — не участвовала - 1974 — не участвовала - 1978 — 23-е место - 1982 — не участвовала - 1986 — 16-е место | - 1990 — не участвовала - 1994 — не участвовала - 1998 — не квалифицировалась - 2002 — не квалифицировалась - 2006 — не квалифицировалась - 2010 — не квалифицировалась - 2014 — 21—24-е место - 2018 — не квалифицировалась - 2022 — не квалифицировалась - 2025 — не участвовала |

- 2014: Фатма Агреби, Шайма Гобджи, Мерьем Мами, Нихель Гуль, Рахма Агреби, Каутар Джемаль, Майса Линглиз, Маруа Бархуми, Мсерра Бен Халима, Маруа Бархуми, Вафа Мнассар, Марьем Брик. Тренер — Мохамед Месалмани.

### Кубок мира
Сборная Туниса участвовала в двух розыгрышах Кубка мира.
- 1985 — 8-е место
- 1999 — 12-е место

### Чемпионат Африки
| - 1976 — 2-е место - 1985 — 1-е место - 1987 — 1-е место - 1989 — не участвовала - 1991 — 5-е место - 1993 — 6-е место - 1995 — 3-е место - 1997 — не участвовала - 1999 — 1-е место - 2001 — не участвовала - 2003 — 5-е место | - 2005 — 4-е место - 2007 — 3-е место - 2009 — 2-е место - 2011 — 6-е место - 2013 — 3-е место - 2015 — 5-е место - 2017 — 5-е место - 2019 — не участвовала - 2021 — 5-е место - 2023 — не участвовала |

- 2007: Арбия Рафрари, Нихель Гуль, Ханан Бен Шаабен, Асма Бен Шейх, Мсерра Бен Халима, Мариам Агреби, Маруа Бархуми, Каутар Джемаль, Рим Хашиша, Сарра Хриз, Майса Линглиз, Вафа Мнассер. Тренер — Лотфи Слиман.
- 2009: Нихель Гуль, Амани Керкени, Зохра Рихани, Ханан Бен Шаабен, Каутар Джемаль, Кхаула Джуни, Мсерра Бен Халима, Майса Линглиз, Фатан Хабаши, Соня Бен Юсеф, Хулуд Гарьяни, Мариам Гарьяни. Тренер — Рашид Шебби
- 2013: Фатма Агреби, Зохра Рихани, Фатма Ктари, Нихель Гуль, Рахма Агреби, Каутар Джемаль, Майса Линглиз, Мсерра Бен Халима, Маруа Бархуми, Абир Отмани, Хулуд Дженхани, Нихед Бурауи. Тренер — Мохамед Месалмани.
- 2017: Маруа Буганми, Фатма Ктари, Джихан Мохамед, Рахма Агреби, Абир Отмани, Амина Мансур, Майса Линглиз, Муна Хамуда, Рим Мисауи, Нихаль Кбайер, Марьем Брик, Хулуд Дженхани, Ахлем Трайи, Нихед Бурауи. Тренер — Басем Фурати.
- 2021: Несрин Абда, Дхуха Энгазу, Шурук Галаи, Гофран Бен Солтан, Джихан Мохамед, Рахма Агреби, Абир Отмани, Эйя Исмаил, Сирин Бурауи, Рим Мисауи, Нихаль Кбайер, Нуха Бурауи, Рагда Аяри Бен Смида, Ахлем Клити Баазауи. Тренер — Монем Бен Салем.

### Африканские игры
| - 1978 — 4-е место - 1987 — не участвовала - 1991 — 7—8-е место - 1995 — 4-е место - 1999 — не участвовала - 2003 — не участвовала | - 2007 — 5—6-е место - 2011 — отказ от участия - 2015 — не квалифицировалась - 2019 — не участвовала - 2024 — 2-е место |

### Средиземноморские игры
- 2001 — 8-е место.
- 2022 — 8-е место.

### Арабские игры
- 2-е место — 1985, 1992, 1999, 2023.

## Состав
Сборная Туниса на Африканских играх 2024.
| №  | Имя, фамилия    | Год рождения | Рост | Амплуа      | Клуб                 |
| -- | --------------- | ------------ | ---- | ----------- | -------------------- |
| 1  | Джуха Энгазу    | 2003         | 180  | нападающая  | «Сфаксьен» Сфакс     |
| 2  | Несрин Абда     | 2004         | 194  | нападающая  | «Хавран» Балыкесир   |
| 3  | Маруа Буганми   | 1993         | 180  | центральная | «КФ Картаж» Карфаген |
| 4  | Шурук Галаи     | 1997         | 184  | центральная | «Сфаксьен» Сфакс     |
| 5  | Майсем Джериди  | 2009         |      |             | Тунис                |
| 6  | Джихан Мохамед  | 1996         | 174  | нападающая  | «Аль-Иттихад» Джидда |
| 7  | Элла Эсид       | 2004         | 177  | нападающая  | Тунис                |
| 9  | Синда Бен Хмида | 2007         | 183  | нападающая  | Тунис                |
| 12 | Маруа Бархуми   | 1988         | 174  | связующая   | «КФ Картаж» Карфаген |
| 13 | Сирин Бурауи    | 1998         | 182  | нападающая  | «Аль-Иттихад» Джидда |
| 17 | Сахар Джанхани  | 2005         | 170  | центральная | «Олимпик» Келибия    |
| 20 | Несрин Абда     | 2004         | 190  | нападающая  | «КФ Картаж» Карфаген |

- Главный тренер — Мохамед Месельмани.
- Тренер — Халед Ладжими.